# Atherigona arenga
Atherigona arenga este o specie de muște din genul Atherigona, familia Muscidae, descrisă de Malloch în anul 1936. Conform Catalogue of Life specia Atherigona arenga nu are subspecii cunoscute.